# Assassin's Creed: Revelations
Assassin's Creed: Revelations is een computerspel dat is ontwikkeld door Ubisoft Montreal. Het spel is uitgegeven op 15 november 2011 voor de PlayStation 3 en de Xbox 360. Het spel voor Windows zou eerst ook op die datum worden uitgebracht, maar werd uitgesteld tot 29 november.
Net als Assassin's Creed: Brotherhood bevat Revelations zowel een singleplayer- als een multiplayermodus. Revelations bouwt voort op de multiplayer van zijn voorloper en bevat verbeterde en uitgebreidere modi.
Op 15 november 2016 is de game samen met Assassin’s Creed II en Assassin’s Creed Brotherhood op de  PlayStation 4 & Xbox One verschenen als The Ezio Collection

## Verhaal
Na de gebeurtenissen uit Assassin's Creed: Brotherhood, is Desmond Miles in een coma gevallen en weer in de Animus geplaatst. Daar komt hij terecht in de zwarte ruimte, een achterhoek van de Animus, waar hij proefpersoon 16 ontmoet. Die vertelt hem dat, als Desmond ooit nog wil ontwaken, hij verder moet gaan met het herbeleven van de herinneringen van zijn voorouder, tot die hem niets meer te vertellen heeft. Dan zal Desmond een Synch Nexus betreden en kan de Animus hem terugsturen.
In 1511 reist Ezio Auditore da Firenze naar Masyaf, op zoek naar de geheime bibliotheek van Altaïr Ibn-La'Ahad, die een bibliotheek verborgen zou hebben. Eenmaal aangekomen ontdekt hij dat de Tempeliers het vroegere hoofdkwartier van de sluipmoordenaars hebben ingenomen, en dat ze eveneens op zoek zijn naar de bibliotheek. Ze nemen Ezio gevangen, maar die ontsnapt en slaagt erin de Tempelierskapitein Leandros te doden. Die vertelt hem dat de vijf sleutels die nodig zijn om de bibliotheek te openen verborgen zijn in Constantinopel, en dat de Tempeliers er al één hebben.
Aangekomen in de hoofdstad van het Ottomaanse Rijk, wordt Ezio opgewacht door Yusuf Tazim, de leider van de plaatselijke sluipmoordenaars. Hij vertelt Ezio over de huidige politieke situatie in de stad: de twee zonen van de sultan ruziën over de opvolging, en van die chaos hebben de Tempeliers geprofiteerd om weer aan invloed en macht te winnen, al is het niet duidelijk wie de huidige grootmeester is. Ezio wordt vrienden met Süleyman, de kleinzoon van de sultan, die vermoedt dat de Tempeliers achter het conflict tussen zijn vader en oom zitten. Samen starten ze een onderzoek. In zijn zoektocht naar de sleutels ontmoet Ezio Sofia Sartor, een Venetiaanse boekhandelaarster. Ze helpt hem met het lokaliseren van de sleutels, en Ezio raakt meer en meer op haar gesteld. Door haar hulp vindt Ezio de vier overblijvende sleutels voor de Tempeliers ze te pakken krijgen.
Na enkele doodlopende sporen hebben Ezio en Süleyman eindelijk een naam: Manuel Palaiologos, een neef van de afgezette Byzantijnse keizer, Constantijn XI. Manuel is bezig om een leger te rekruteren in een ondergrondse stad in Cappadocië om de Ottomaanse troon omver te werpen. Ezio reist ernaartoe, en slaagt erin om Manuel uit zijn hol te lokken door de wapenopslagplaats te vernietigen. Hij doodt Manuel en komt zo in het bezit van de laatste Masyaf-sleutel. Maar dan stapt prins Ahmet, oom van Süleyman, naar voren en onthult zichzelf als de grootmeester van de Tempeliers, die het wapen uit de bibliotheek wil gebruiken om de mensheid te onderwerpen. Beseffende dat Ahmet weet van Sofia, haast Ezio zich terug naar Constantinopel.
De vijf sleutels die Ezio heeft gevonden, zijn echter meer dan alleen dat. Het zijn artefacten van de eerste beschaving, en Altaïr heeft ze gebruikt om er herinneringen over belangrijke momenten in zijn leven in op te slaan. Daaruit blijkt dat nadat Altaïr Al Mualim doodde, hij de leiding over de Orde overnam. Dat stuitte echter op protest, geleid door Abbas, een oude rivaal van Altaïr. Wanneer Altaïr en Maria Masyaf voor tien jaar verlaten in een poging de Mongoolse horde te stoppen, pleegt Abbas een coup en doodt hij hun jongste zoon, Sef. Wanneer Altaïr en Maria terugkeren en Abbas hiermee confronteren, wordt Maria tijdens de ruzie gedood en is Altaïr gedwongen om te vluchten met zijn oudste zoon Darim. Twintig jaar later keert Altaïr terug, doodt hij Abbas en neemt hij zo zijn rechtmatige plaats als leider van de sluipmoordenaars in. Uiteindelijk geeft hij de sleutels en de Codex mee aan de Polo-broers, die de sleutels in Constantinopel verbergen.
Wanneer Ezio terug is in Constantinopel ontdekt hij dat Ahmet Yusuf heeft vermoord en Sofia ontvoerd. Hij vraagt de sleutels als losgeld. Ezio lijkt daarmee in eerste instantie mee in te stemmen. Zodra Sofia veilig is, zet hij echter de achtervolging op Ahmet in. Hij slaagt erin de sleutels terug te pakken, maar voor hij Ahmet kan doden verschijnt Selim, vader van Süleyman, en die doodt Ahmet eigenhandig wegens zijn verraad. Selim waarschuwt Ezio daarna niet meer terug te komen naar Constantinopel. In de zwarte ruimte offert proefpersoon 16 zichzelf intussen op om Desmond te redden op het moment dat de Animus gegevens begint te verwijderen.
Ezio reist met Sofia naar Masyaf, waar hij de bibliotheek opent en betreedt. Tot zijn verbazing zijn er geen boeken of wijsheid te vinden. De bibliotheek is leeg, op één enkel skelet met een zesde herinneringszegel na: Altaïr. Via die zegel ontdekt Ezio dat Altaïr zich liet insluiten met zijn deel van het paradijs om te voorkomen dat het in de verkeerde handen zou vallen. Ezio vindt de appel (die dus niet dezelfde is als degene die Ezio had, zoals Ezio altijd had aangenomen), maar besluit hem te laten liggen, omdat hij "genoeg gezien heeft voor één leven". De appel licht op en Ezio begint tegen Desmond te spreken, wetende dat die op de een of andere manier meeluistert. Ezio zegt dat hij zich terugtrekt uit de Orde der Sluipmoordenaars, omdat hij nu zijn doel in het leven heeft ontdekt: hij is een doorgeefluik van een boodschap die zijn verstand te boven gaat. Hij roept Desmond op om de vragen waarmee hij en Altaïr hun leven lang mee geworsteld hebben te beantwoorden.
Desmond betreedt dan de Synch Nexus en wordt aangesproken door Jupiter, een lid van de eerste beschaving. Hij vertelt Desmond hoe zijn beschaving door een zonnevlam ten einde kwam, ondanks de pogingen die werden ondernomen om dat proces te stoppen. Uiteindelijk draagt Jupiter Desmond op om naar de Grote Tempel te gaan die zijn soort heeft gebouwd. Vervolgens ontwaakt Desmond, omringd door Shaun Hastings, Rebecca Crane en William Miles, zijn vader. Ze zijn erin geslaagd om hem uit Rome te smokkelen en hem naar de tempel te brengen. Desmonds arm licht op, en hij zegt tegen de anderen dat "hij weet wat ze moeten doen".

## Gameplay

### Singleplayer
Het spel gebruikt een gebruikelijke open wereld, maar er zijn een aantal veranderingen doorgevoerd. Ezio is uitgerust met het haakmes, waarmee hij via gespannen touwen snel door Constantinopel kan reizen, en ook nieuwe gevechtsstijlen ontgrendelt. Het systeem van sluipmoordenaarsrekruten en Borgia-torens is uitgebreid, met zogenaamde sluipmoordenaarsschuilplaatsen. Ezio heeft ook de mogelijkheid om zijn eigen bommen te maken, wat door verschillende combinaties wel 300 soorten kan opleveren. Ook is er de mogelijkheid dat je sluipmoordenaarsschuilplaatsen worden aangevallen. Deze moet je dan zelf verdedigen door in een minispel commando's te geven aan andere sluipmoordenaars.
Een andere vernieuwing is dat naast de zijmissies, die ook in de andere Assassin's Creed-spellen voorkwamen, er willekeurige gebeurtenissen in de spelwereld voor kunnen komen, zoals een winkelberoving. Verder kan de speler, door gebruik te maken van de Masyaf-sleutels, niet alleen als Ezio spelen, maar ook als Altaïr.

### Multiplayer
Net zoals in Brotherhood is er nu ook weer een multiplayer-component. Spelers nemen de rol in van Abstergo-agenten die via de Animus worden getraind. Naarmate ze meer progressie maken krijgen ze meer inside informatie over de geschiedenis en de werking van het bedrijf.
De gameplay is grotendeels hetzelfde: spelers moeten hun doelwit zo onopvallend mogelijk doden en zelf in leven proberen te blijven. Er zijn wel wat kleine wijzigingen (bv. een krachtigere verdoving) zodat er meer nadruk ligt om onopgemerkt te blijven. Naast nieuwe game-modi, vaardigheden, personages en kaarten, zijn er ook veel nieuwe aanpassingsopties. Spelers kunnen de personages, vaardigheden en een eigen logo en titel aanpassen. Dit doen ze met Abstergo-credits die ze verdienen door spelsessies te voltooien. Bij de nieuwe game-modi is er nu ook een "verover de vlag"-variant: spelers moeten als team samenwerken om hun artefact te beschermen, en ondertussen het vijandelijke artefact te stelen en naar hun eigen basis te brengen.

## Trivia
- Ubisoft heeft een Ottomaanse editie (Ottoman Edition) van Assassin's Creed: Revelations uitgebracht. Deze bevat speciale extra content.

## Retail-edities
| Meegeleverd of leverbaar            | Standaard (consoles & pc) | Animus Edition (consoles & pc)                        | Collector's Edition (consoles & pc)             | Special Edition (consoles & pc)              |
| ----------------------------------- | ------------------------- | ----------------------------------------------------- | ----------------------------------------------- | -------------------------------------------- |
| Spel                                | Ja                        | Ja                                                    | Ja                                              | Ja                                           |
| Deel 1 (PS3)                        | Nee                       | Ja                                                    | Ja                                              | Ja                                           |
| Exclusieve verpakking               | Nee                       | Ja                                                    | Ja                                              | Ja (standaardbox met exclusief artwork)      |
| Uitgebreide encyclopedie            | Nee                       | Ja                                                    | Nee                                             | Nee                                          |
| Boek met illustraties, 50 pagina's  | Nee                       | Nee                                                   | Ja                                              | Nee                                          |
| Originele game-soundtrack           | Ja                        | Ja                                                    | Ja                                              | Ja                                           |
| Assassin's Creed Embers Movie (dvd) | Nee                       | Ja                                                    | Ja                                              | Nee                                          |
| Exclusieve singleplayermissie       | Nee                       | Ja (Vlad the Impaler Prison)                          | Ja (Vlad the Impaler Prison)                    | Nee                                          |
| Exclusief multiplayerpersonage      | Nee                       | Ja (De kruisvaarder en de Ottomaanse harlekijn)       | Ja (De kruisvaarder en de Ottomaanse harlekijn) | Ja (De kruisvaarder en de Ottomaanse dokter) |
| Exclusieve wapenrusting voor Ezio   | Nee                       | Ja (Pantser van Brutus)                               | Nee                                             | Ja (Turkse sluipmoordenaarspantser)          |
| Altaïr Skin/Ezio in Altaïr's Robes  | Nee                       | Nee                                                   | Ja                                              | Nee                                          |
| Capaciteitsupgrades                 | Nee                       | Ja (voor verborgen kogels, bommen en kruisboogpijlen) | Nee                                             | Nee                                          |